# 登布諾

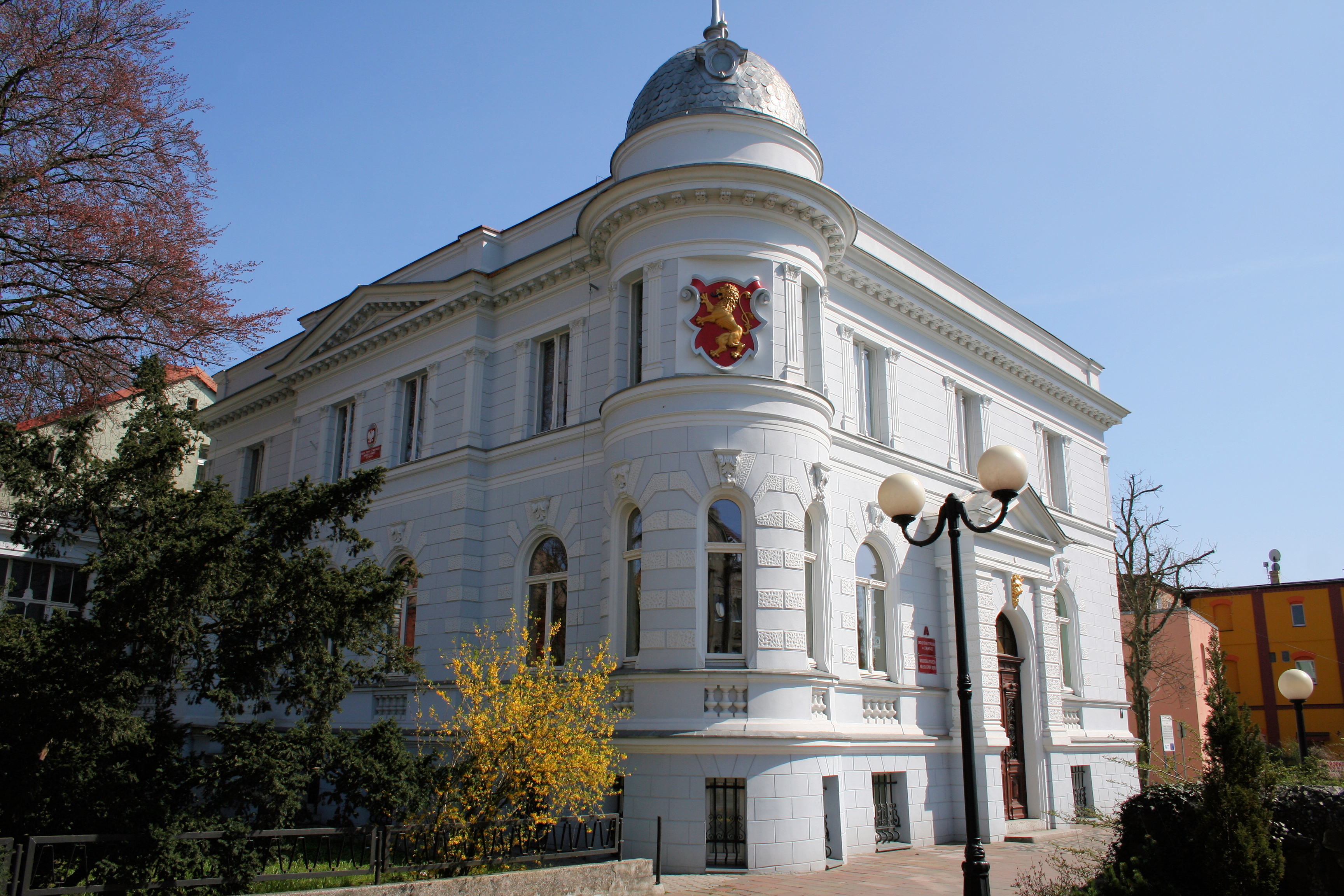

登布諾是波蘭的城鎮，位於該國西部，距離奧得河畔科斯琴17公里，由西波美拉尼亞省負責管轄，面積19.5平方公里，2006年人口13,903。第二次世界大戰期間，納粹德國在該鎮設立集中營。

## 外部連結
- Official town webpage
- Jewish Community in Dębno （页面存档备份，存于） on Virtual Shtetl

52°44′N 14°42′E / 52.733°N 14.700°E